# Minniza aequatorialis
Minniza aequatorialis är en spindeldjursart som beskrevs av Beier 1944. Minniza aequatorialis ingår i släktet Minniza och familjen Olpiidae. Inga underarter finns listade i Catalogue of Life.